# Palaye Royale
Palaye Royale es una banda de rock estadounidense-canadiense originalmente formada en Las Vegas, y actualmente con base en Los Ángeles, por los hermanos Remington Leith, Sebastian Danzig y Emerson Barrett. Aunque su apellido real es Kropp, cada uno de ellos utiliza como nombre artístico su segundo nombre de pila. Los hermanos formaron la banda en 2008 bajo el nombre de Kropp Circle, para después cambiarlo por Palaye Royale en el verano de 2011. Su nombre es el mismo que el de la sala de baile Palais Royale de Toronto, donde sus abuelos se conocieron en los años 60. Su sencillo "Get Higher" alcanzó la posición #27 en el Billboard Modern Rock Charts y fueron la primera banda sin discográfica que ganó los premios MTV Musical March Madness, superando a artistas como Linkin Park. Su último álbum de estudio es Fever Dream. En el año 2021 estrenaron 3 nuevos sencillos "No Love In LA" ,  "Punching Bag" y "Paranoid".

## Historia

### Kropp Circle (2008-2011)
Palaye Royale Empezó como una banda pequeña llamada Kropp Circle, cuando Danzig tenía 16 años, Leith 14 y Barrett 12, Jim McGorman entrevistó a la banda en 2010. En el verano 2011, el nombre de banda fue cambiado a Palaye Royale.

### Morning Light y The Ends Beginning (2012–2013)
Después de su cambio de nombre, Palaye Royale lanzó su primer sencillo "Morning Light" en 2012. Un año más tarde, lanzaron su primer EP. El EP contiene seis pistas, pero ninguna de estas llegaron a estar en su álbum final.

### Sumerian, Boom Boom Room (Side A), y AmericanSatan(2015–2017)
En diciembre de 2015, la discográfica Sumerian Records anunció que firmaron con Palaye Royale, y con esto, vino el lanzamiento de su nuevo disco Boom Boom Room (Side A).
El álbum contiene trece canciones y dos pistas adicionales, estas últimas lanzadas originalmente como un EP en 2013, Get Higher and White. Algunas de las canciones del álbum son "Mr. Doctor Man", "Don't Feel Quite Right", "Ma Cherie" (junto a Kellin Quinn de Sleeping with Sirens), y "Sick Boy Soldier".
En 2017, la voz de Leith fue utilizada en la película American Satan, como Johnny Faust cantando (representado por Andy Biersack]). Algunas canciones de la banda presente en la película, la versión instrumental de "Ma Cherie" y "Mr. Doctor Man". Leith también proporcionó su voz para la película de la banda de ficción, The Relentless, en canciones como "Let Him Burn", "Forgive me Mother", y "Me Against the Devil".

### Boom Boom Room (Side B)(2018)
Leith, Danzig, y Barrett empezaron el proceso de grabación de su segundo álbum en enero de 2018. Aun así, descartaron el álbum entero y lo reconstruyeron en el transcurso de cinco meses, fue completado una semana antes de que la banda se fuese para el último Warped Tour siendo lanzado el 28 de septiembre de 2018. El disco completa el álbum de dos partes "Boom Boom Room". Este álbum incluye canciones como "Death Dance" y "You'll Be Fine". Su gira mundial, The Final Boom, siguió al lanzamiento del álbum.

### The Bastards (2020)
The Bastards se grabó en varios lugares diferentes, incluidos estudios en Londres, Inglaterra y Joshua Tree, California. Se lanzaron cinco canciones como sencillos con videos antes de que se completara el álbum: "Lonely", "Massacre, The New American Dream", "Hang on to Yourself", "Fucking with My Head", y "Nervous Breakdown".
The Bastards ha sido descrito como un álbum conceptual sobre una sociedad anteriormente expresiva que ha sido sometida por políticas tóxicas. Las canciones se dividen en cuatro actos que describen diferentes épocas en la historia de la sociedad hipotética. 
Los temas líricos incluyen la salud mental, la adicción a las drogas y la violencia armada. Las letras del álbum tienen una orientación más social que en los álbumes anteriores de la banda, y las ganancias del sencillo "Massacre, The New American Dream" se donaron a organizaciones benéficas de defensa de la violencia armada. 
El guitarrista Sebastian Danzig explicó que la canción de apertura "Little Bastards" establece la letra del resto del álbum: "La vulnerabilidad, la verdad y la agresión, todo envuelto en una canción de tres minutos y medio que preparará al oyente para lo que vendrá para las próximas 14 pistas y qué esquinas tocaremos".
El álbum está conectado a una novela gráfica llamada The Bastards Vol. 1, que se lanzó en diciembre de 2020, con arte del baterista Emerson Barrett. Los videos del álbum se basaron en imágenes de una novela gráfica anterior de Barrett llamada Neutopian.

### Fever Dream (2022)
Fever Dream consta de 15 canciones en las que participó la cantante LP con la canción "Line It Up", después de este sacaron el tema "Broken" un sencillo en inglés y en español "Destrozado y Roto", cautivando a su fanaticada con la voz de Remington Leith en español. Dando paso a su tour del mismo nombre Fever Dream logrando sold out en muchos lugares. 

### Estilo musical
La banda frecuentemente ha sido descrita como fashion art rock, y ellos mismos se han identificado así. Su música también ha sido definida como; rock and roll, glam rock, indie rock y garage rock citando influencias como The Animals, The Faces, Small Faces, The Rolling Stones, The Doors, David Bowie, T. Rex, The Velvet Underground y la música clásica. Classic Rock describió su estilo como "impactante" con rock influenciado por My Chemical Romance hasta punk parecido al de New York Dolls con destellos de blues de los Stones. El estilo de su arte también está influenciado por Tim Burton, como se ha podido observar en su videoclip You'll Be Fine.

## Miembros
- Remington Leith – voz
- Sebastian Danzig – guitarra, teclados
- Emerson Barrett – batería, piano, Bajo

## Discografía

### Discos
- Boom Boom Room (Side A) (2016)
- Boom Boom Room (Side B) (2018) n.º 89 US Billboard 200[11]
- The Bastards (2020)
- Fever Dream (2022)
- Death or Glory (2024)

### EP
- The End's Beginning (2013)[12]
- Get Higher / White (2013)[13]
- Sextape (2023)
- Songs For Sadness (2024)

### Singles
- "Morning Light" (2012)[14]
- "Get Higher" (2013)[15]
- "Don't Feel Quite Right" (2016)
- "Mr Doctor Man" (2016)
- "You'll Be Fine" (2018)[16] n.º 22 US Mainstream Rock Songs[17]
- "Death Dance" (2018)
- "Mad World" (2020)
- "No Love In LA / Punching Bag" (2021)
- "Paranoid" (2021)
- "Broken" (2022)
- "Fever Dream" (2022)
- "Lifeless Stars" (2022)
- "Destrozado y Roto" (2022)
- "Line It Up (feat. LP)" (2022)
- "Dead to me" (2023)
- "umakemenotwannadie" (2024)
- "Just My Type" (2024)
- "Wednesday Afternoon" (2024)
- "Showbiz" (2024)
- "Ache In My Heart" (2024)
- "Dark Side of the Silver Spoon" (2024)

## Premios y nominaciones
Rock Sound Awards
| Año  | Recipient/Trabajo | Premio                   | Resultado | Ref. |
| ---- | ----------------- | ------------------------ | --------- | ---- |
| 2018 | Palaye Royale     | Mejor Artista Revelación | Ganado    |      |